# The Royal Guardsmen
The Royal Guardsmen byla americká rocková skupina. Původní členové skupiny byli: Bill Balough (baskytara), John Burdett (bicí), Chris Nunley (zpěv), Tom Richards (kytara), Billy Taylor (varhany) a Barry Winslow (zpěv, kytara). Jejich největší hit byla skladba „Snoopy Vs. The Red Baron“ z roku 1966 z alba Snoopy and His Friends.